# Holminaria pallida
Holminaria pallida là một loài nhện trong họ Linyphiidae.
Loài này thuộc chi Holminaria. Holminaria pallida được Kirill Yuryevich Eskov miêu tả năm 1991.